# La Provincia (Úbeda)
La Provincia fue un periódico español editado en Úbeda entre 1921 y 1936.

## Historia
Nació el 9 de diciembre de 1921, de la mano de Fernando Meneses Puerta —marqués de San Juan de Buenavista—. Surgido como un diario cercano al Partido Conservador, durante la dictadura de Primo de Rivera cambió de propietario y llegaría a apoyar al régimen. Publicación modesta, atravesaría numerosas dificultades hasta que en 1934 fue adquirido por dirigentes de la CEDA en la provincia de Jaén, que lo convirtieron en su órgano. A partir de entonces el diario fue relanzado, iniciando una época de expansión por el centro y el este de la provincia jienense. Dejó de editarse con el estallido de la guerra civil española.